# Jacques Friggit
Jacques Friggit, ingénieur général à l'Inspection générale de l'environnement et du développement durable, est un spécialiste de l'évolution du marché immobilier français d'un point de vue macroéconomique.

## Travaux scientifiques
Jacques Friggit a collationné et reconstitué des indices de prix des logements dans divers pays depuis le treizième siècle,, reprenant notamment les travaux de Georges d'Avenel et Gaston Duon.
Sur les deux derniers siècles, il a reconstitué le montant des transactions immobilières et a comparé l’investissement en logement aux investissements en or, en obligations et en actions.
Il actualise chaque mois des graphiques qui replacent l’évolution récente du prix des logements et des montants de transactions immobilières et des loyers dans un contexte sur longue période, en France et dans d'autres pays.
Il a également travaillé sur l'économie des aides personnelles au logement.
Ses travaux sont publiés sur la page consacrée à l'évolution du prix de l'immobilier depuis 1200 du site de l'Inspection générale de l'environnement et du développement durable.
Jacques Friggit s'intéresse particulièrement à la relation, dans le temps comme dans l'espace, entre le revenu par ménage et le prix des logements. 
Il relève que de 1965 à 2000  l’indice du prix des logements en France a augmenté approximativement au même rythme que le revenu par ménage (« tunnel de Friggit » ou « courbe de Friggit »), mais a ensuite crû beaucoup plus rapidement, atteignant en 2007 un niveau supérieur de 70 % à cette tendance longue puis s'y maintenant.  Ainsi, le prix des logements est passé de deux fois et demi à plus de quatre fois le revenu annuel moyen par ménage. Jacques Friggit argue que la principale cause de cette envolée est l'effet inflationniste de l'environnement financier, au premier chef le très bas niveau des taux d'intérêt, et que le prix des logements rejoindra à terme la tendance longue observée de 1965 à 2000.  L’incertitude porte sur le rythme auquel ce retour s’effectuera.  Il dépend de celui du retour de l'environnement financier à son niveau historiquement normal,.
Jacques Friggit examine également l'évolution des loyers et des revenus des locataires à long terme.  Il souligne que l'augmentation constante depuis les années 1970 du poids du loyer dans le revenu des locataires tient pour beaucoup à la paupérisation relative de ces derniers par rapport à l'ensemble des ménages, qui elle-même résulte principalement de la paupérisation des ménages jeunes.  Il montre que ce phénomène est le principal déterminant de la croissance du coût des aides personnelles au logement.